# Venetski jezik
Venetski jezik je izumrli indoeuropski jezik kojim su govorili Veneti, stanovnici željeznog doba sjeveroistočne Italije (od 8. stoljeća do 1. stoljeća prije Krista), na području današnje provincije Veneto, dijela današnje Slovenije, između delte rijeke Po i južnog ruba Alpa. Jezik potvrđuje preko 300 kratkih natpisa iz razdoblja između 6. i 1. stoljeća pr. Kr.
Njegovi se govornici poistovjećuju s drevnim ljudima koje su Rimljani zvali Veneti, a Grci Enetoi. Izumro je oko 1. stoljeća kada su se lokalni stanovnici asimilirali u rimsku sferu. Natpisi koji posvećuju prinose Reitiji jedan su od glavnih izvora znanja venetskog jezika.

## Lingvistička klasifikacija
Venetski je indoeuropski jezik oblika kentum. Usko je povezan s italskim jezicima, posebno latinskim.
Do otprilike 1950. lingvisti su venetski povezivali s ilirskim, a kasnije su se pojavile dvije paralelne teorije. Prva se oslanja na nesporne sličnosti između venetskog i latinskog jezika i zalaže se za uključivanje venetskog u italsku skupinu. Drugi skreću pozornost na razlike između venetskog i italskih jezika i naglašava izoglose koje venetski dijeli s drugim indoeuropskim granama, posebno s germanskim jezicima, te stoga venetski smatraju neovisnim indoeuropskim jezikom.
Na temelju onomastičkih izvora, lingvisti zaključuju da je liburnski jezik na području jadranske Hrvatske također bio srodan venetskom (Mallory 1989: 91). Hrvatski lingvist Radoslav Katičić napominje da antroponimi sjeveroistočnog ili, prema njemu, sjevernojadranskog dijela rimske provincije Ilirik, koji odgovaraju zemlji Liburna, pripadaju širem antroponomskom području, koje uključuje i Veneto, Istru i istočne Alpe. Susjedno područje, koje naziva dalmatinsko-panonskim i koje odgovara zemljama Delmata i Japoda tijekom rimskog osvajanja i proteže se sve do Panonije, također ima mnogo sličnosti s prvim. Ova otkrića predstavljaju novi pogled na talijanske jezične značajke koje su se mogle proširiti sve do srednje Europe.
Detaljan pregled odnosa venetskog jezika s drugim indoeuropskim jezicima nudi Lejeune (1974: 163-173).

## Značajke
Fonetika
U fonetici venetski pokazuje izraženu srodnost s italskim jezicima, posebno u razvoju indoeuropskih zatvornika. Aspirirani zatvornici *bh, *dh i *gh razvili su se u položaju venetskih samoglasnika u bezglasnom /f/, /f/ i /h/, kao i u latinskom i osko-umbrijskim jezicima.
- venetski vhraterei (venetski VH kratica za glas /f/), latinski fratri: 'brat' (dativ jednine) < praindoeuropski *bhraterei

- venet. vhagsto, lat. fecit, oskijski fakiiad, umbrijski façia < praindoeuropski *dhə1k- 'raditi'

U intervokalnom položaju zatvornici *bh i *dh razvili su se u zvučne zatvornike /b/ i /d/, iste kao u latinskom, dok su falički i osko-umbrijski jezici zadržali bezglasno /f/.
- venet. louderobos (daj. mn.), lat. līberī ‘djeca’; oskijski lúvfreís, ‘Liber’ (talijanski bog rasta, gnojidbe i sadnje) < praindoeuropski * leudhero-

Paralelno s latinskim jezikom također je razvoj usmeno-mekog * gw- v, w- i *kw- u kv-
- ven. vivoi, lat. vīvus <praindoeuropski' * gwīwo- 'živ'

Venetski je navodno imao šest ili sedam deklinacija i četiri glagolske konjugacije (slično latinskom). Dvojina se nalazi u deklinaciji imenica.
U oblicima osobnih zamjenica venetski pokazuje sličnosti s germanskim jezicima:
| venetski                 | gotski | (latinski) |
| ------------------------ | ------ | ---------- |
| ego (ja, nominativ)      | ik     | (ego)      |
| mego (mene, me akuzativ) | mik    | (mi)       |

| venetski                  | starovisokonjemački | (latinski)  |
| ------------------------- | ------------------- | ----------- |
| sselboisselboi (sam sebi) | selb selbo          | (sibi ipsi) |

Rječnik
Iz venetskih natpisa poznato je oko 60 venetskih riječi i 300 antroponima (osobnih imena). Neke su riječi preuzete iz latinskog, na pr. libertos <lat. lībertus ‘oslobođen’.